# Heniochus monoceros
Heniochus monoceros е вид бодлоперка от семейство Chaetodontidae. Видът не е застрашен от изчезване.

## Разпространение и местообитание
Разпространен е в Австралия, Американска Самоа, Британска индоокеанска територия, Бруней, Вануату, Гуам, Индия, Индонезия, Кения, Кирибати (Феникс), Кокосови острови, Коморски острови, Мавриций, Мадагаскар, Майот, Малайзия, Малдиви, Маршалови острови, Мианмар, Микронезия, Мозамбик, Науру, Ниуе, Нова Каледония, Остров Норфолк, Остров Рождество, Острови Кук, Палау, Папуа Нова Гвинея, Питкерн, Провинции в КНР, Реюнион, Самоа, Северни Мариански острови, Сейшели, Сингапур, Соломонови острови, Сомалия, Тайван, Тайланд, Танзания, Токелау, Тонга, Тувалу, Уолис и Футуна, Фиджи, Филипини, Френска Полинезия, Френски южни и антарктически територии (Нормандски острови), Шри Ланка, Южна Африка и Япония.
Обитава крайбрежията на морета, лагуни и рифове в райони с тропически климат. Среща се на дълбочина от 1,6 до 100 m, при температура на водата от 23,2 до 29 °C и соленост 34,1 – 35,4 ‰.

## Описание
На дължина достигат до 24 cm.
Популацията на вида е стабилна.